# Battus zetides
Battus zetides är en fjärilsart som beskrevs av Eugene Gordon Munroe 1971. Battus zetides ingår i släktet Battus och familjen riddarfjärilar. IUCN kategoriserar arten globalt som sårbar. Inga underarter finns listade i Catalogue of Life.

## Bildgalleri

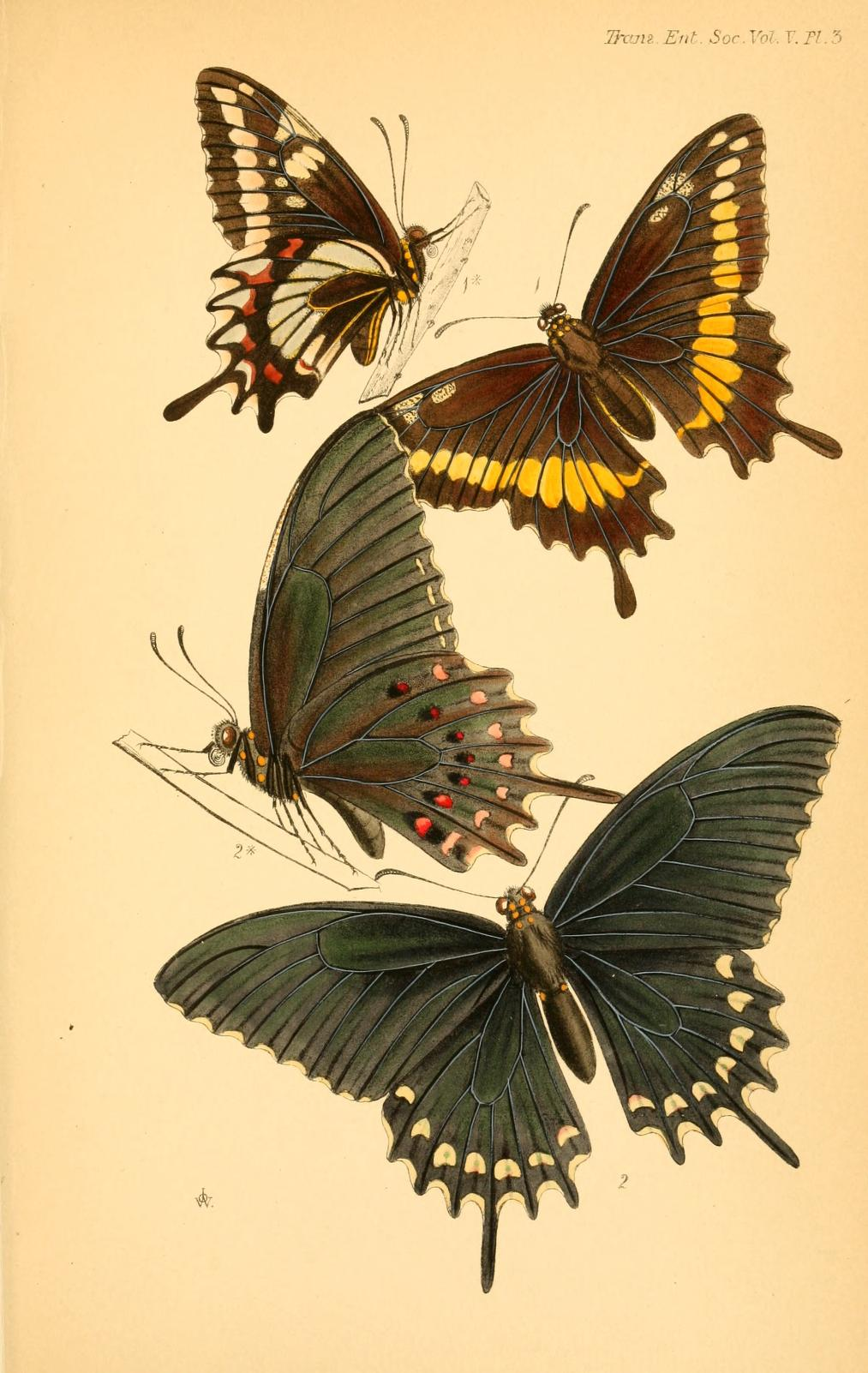